# Titularbistum Ancusa
Ancusa ist ein Titularbistum der römisch-katholischen Kirche.
Es geht zurück auf einen untergegangenen spätantiken Bischofssitz in der römischen Provinz Africa proconsularis. 
| Titularbischöfe von Ancusa |                                          |                                               |                    |                    |
| Nr.                        | Name                                     | Amt                                           | von                | bis                |
| 1                          | José Guadalupe Ortíz y López             | Weihbischof in Monterrey (Mexiko)             | 22. März 1926      | 20. September 1929 |
| 2                          | Saturnino Peri                           | emeritierter Bischof von Iglesias (Italien)   | 1. November 1929   | 9. Januar 1945     |
| 3                          | John Roderick MacDonald                  | Koadjutorbischof von Antigonish (Kanada)      | 14. April 1945     | 13. April 1950     |
| 4                          | Bonaventura Porta                        | emeritierter Bischof von Pesaro (Italien)     | 1952               | 15. Dezember 1953  |
| 5                          | François Xavier Arthur Florent Morilleau | Koadjutorbischof von La Rochelle (Frankreich) | 5. Mai 1954        | 10. August 1955    |
| 6                          | Domenico Enrici                          | Apostolischer Nuntius in Haiti                | 17. September 1955 | 3. Dezember 1997   |
| 7                          | Marcelino Hernández Rodríguez            | Weihbischof in Mexiko (Mexiko)                | 5. Januar 1998     | 23. Februar 2008   |
| 8                          | Stephan Turnovszky                       | Weihbischof in Wien (Österreich)              | 6. März 2008       |                    |